# Lussekatt

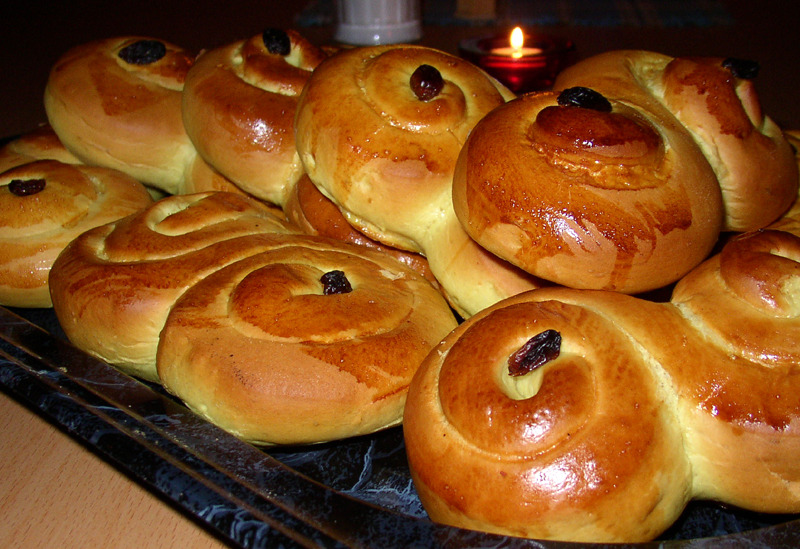
Lussekatter.

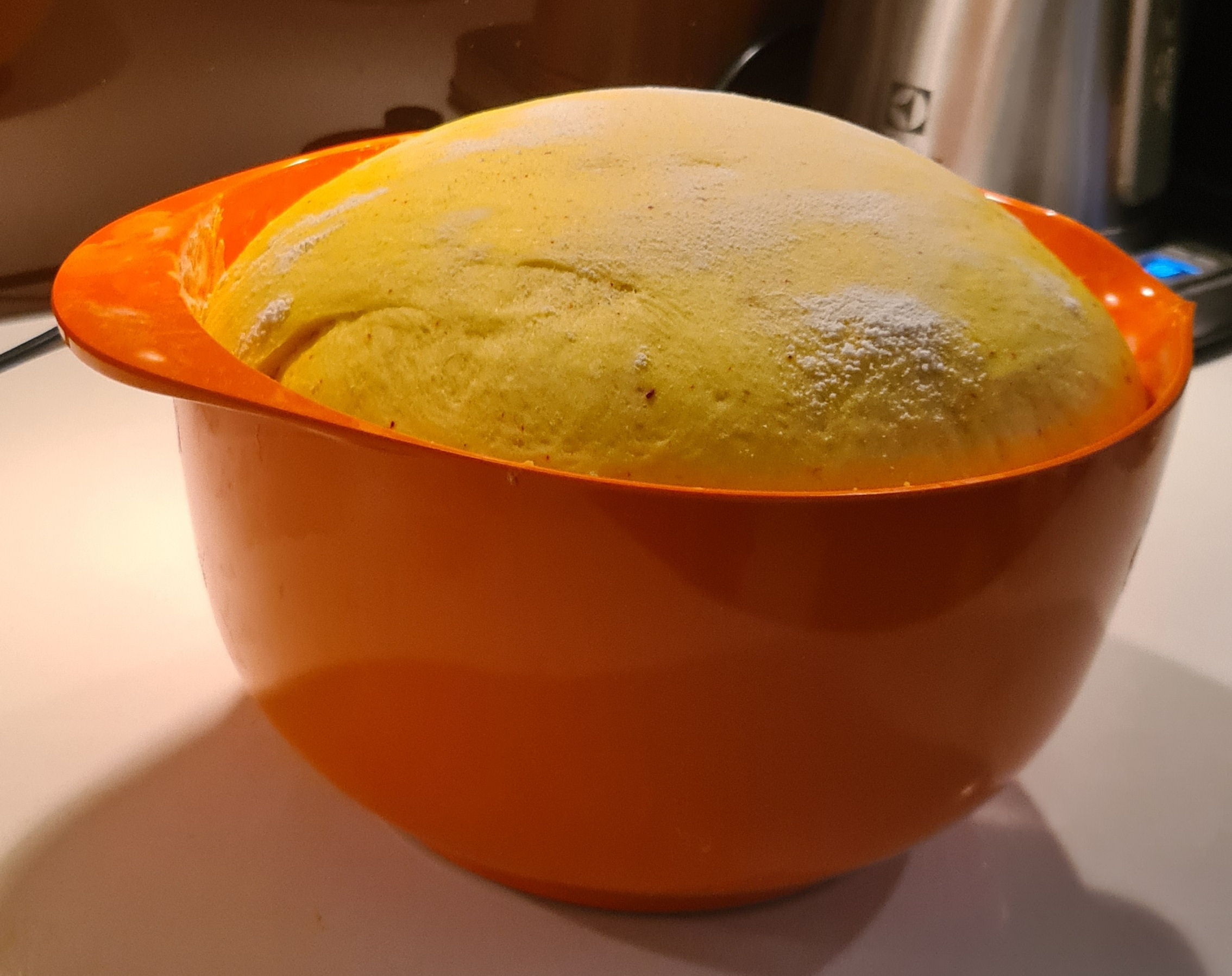
Jäst saffransdeg.

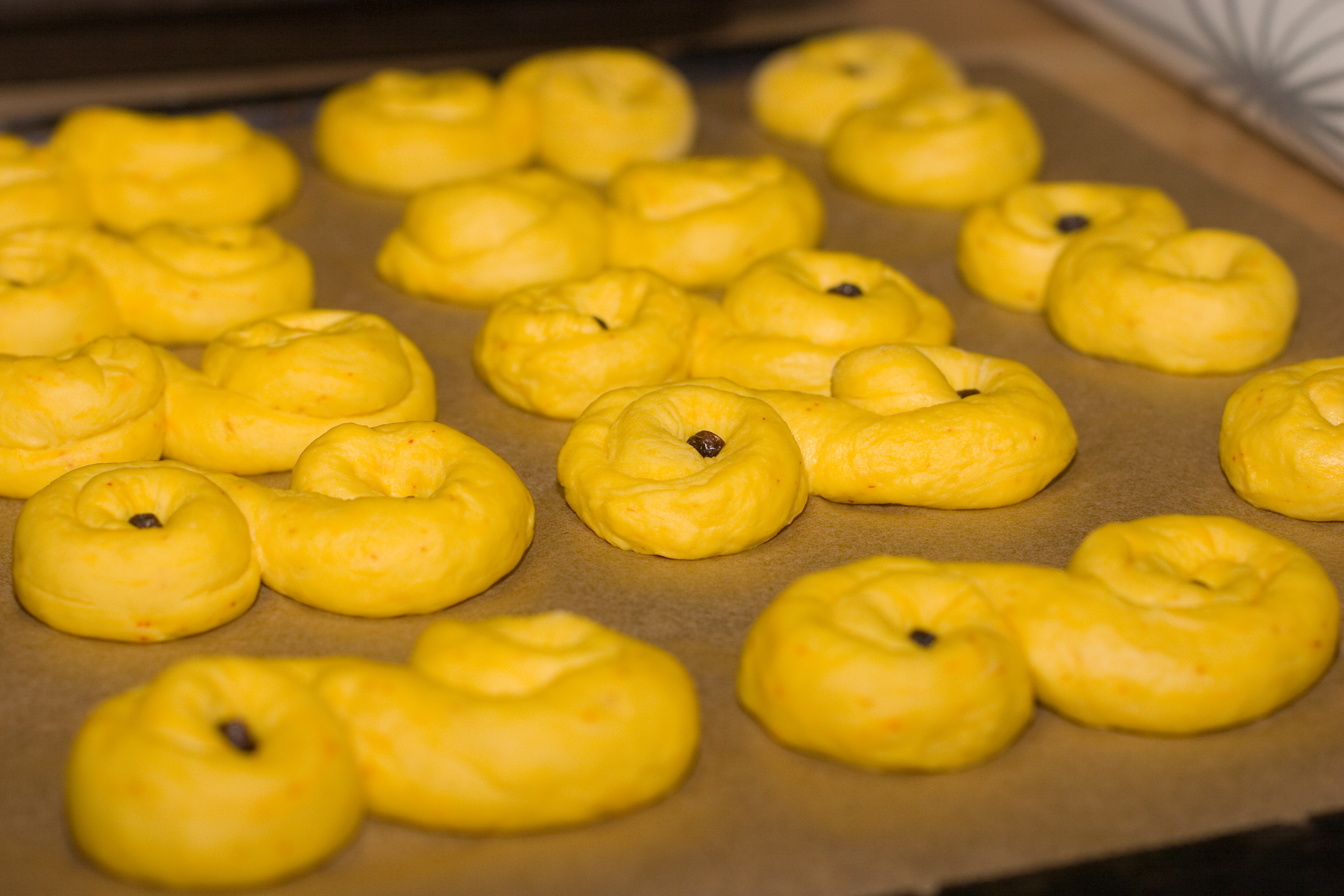
Ogräddade lussekatter.

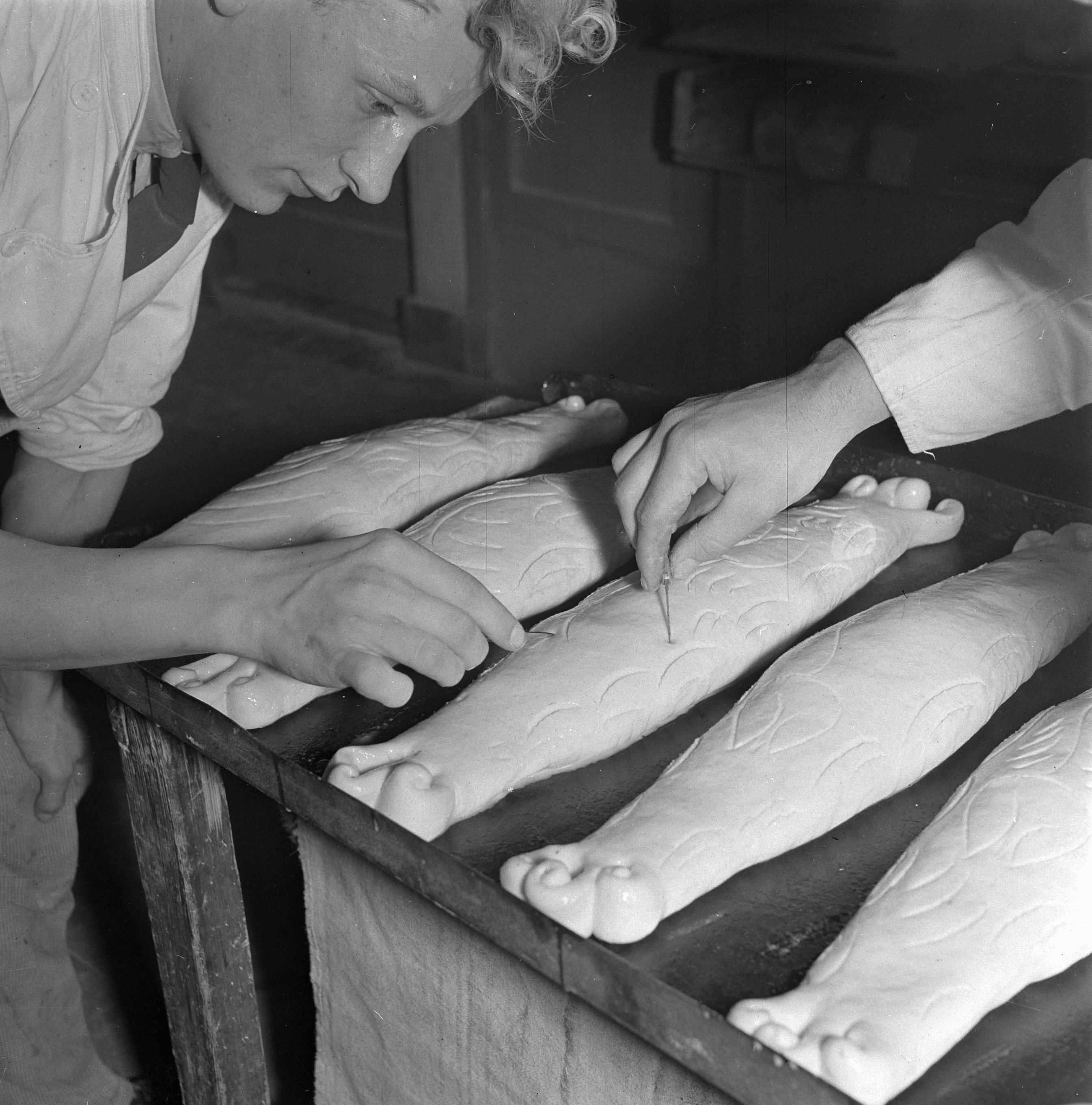
Nederländsk duivekater, ett sött bröd som kan vara en föregångare till dyvelkatten.

Lussekatt är ett svenskt bakverk av vete som är starkt förknippat med advent, lucia och jul. Lussekatten är en vetebulle som oftast är gulfärgad av saffran, men lokala varianter med kardemumma istället för saffran förekommer också. Lussekatten kallas även för lussebulle, lussekuse, saffransbulle, saffranskuse eller julkuse (förr: dövelskatt eller dyvelkatt).

## Historik
Enligt en tolkning var det i Tyskland på 1600-talet som seden med lussekatt kom till. Enligt sägnen gav djävulen, i kattens skepnad, barn stryk, medan Jesus i form av ett barn delade ut bullar till snälla barn. För att hålla den ljusskygge djävulen borta, färgades lussekatterna med den gula saffranskryddan.
I Nederländerna och norra Tyskland finns ett jäst sött julbröd av vete som heter duivekater. Det exporterades troligen till Göteborg under 1600-talet. "Dyvelskatter" och "djävulskatter" är enligt Nordiska museet troligtvis försvenskningar och har sannolikt inget med vare sig katter eller djävulen att göra.
Lussekatter har i Västsverige förr även kallats dövels- och dyvelkatter, där "dövel" ursprungligen betyder djävul, med första belägg 1897. Nordisk familjebok från 1912 saknar ordet lussekatt, men skriver däremot: I sydvästra Sverige bakas till L. ett särskildt kultbröd (se d. o.), kalladt "dövelskatt". Enligt Nordiska museet var det i samband med att bullarna började bakas till luciadagen som dyvelskatterna började kallas lussekatter. Saffranet tillkom under sent 1800-tal.
Ibland hävdas att även lusse i lussekatt kommer av Lucifer, som är det namn som brukar förknippas med djävulen. I SAOB anges enbart att det kommer av lusse- eller lussi-. SAOL och Nordisk familjebok har med det medeltida ordet lussimässa för luciadagen. Just lusse-katt är först belagt i Göteborgs Handels- och Sjöfartstidning 1898. Däremot ska det finnas en gammal folketymologi där Lucia förknippats med Lucifer på grund av ljudlikheten mellan namnen (som båda kommer av genitivformen lucis av latinets lux, "ljus").
I främst Södermanland och Östergötland bakades kusar även andra tider på året och kunde även likna limpor eller längder. Kuse är ett äldre ord som har många olika regionala betydelser i svenskan. Bland annat kan det betyda småkryp, orm och snorklump. Förr kunde det syfta på ett väsen som vuxna kunde skrämma barn med. I fornsvenskan betydde det husbonde. I standardsvenskan finns det belagt som synonym till häst sedan 1956. Särskilt på internet syftar det på motorers hästkrafter.

## Utformning och variation
Lussekatterna kan bakas ut till en mängd olika former. Den vanligaste formen, den så kallade julgalten eller enkel kuse, är formad som ett 'S' där ändarna rullats ihop var för sig och vanligen ett russin placerats i mitten på vardera ihoprullning. Det är också vanligt att arrangera två sådana 'S', antingen korslagt eller bredvid varandra. Denna typ av lussekatt brukar kallas gullvagn, julvagn eller julkors. Ett lindebarn är en bulle formad genom att en utrullad sträng deg vikts och ändarna virats om varandra till en liggande spiral. Det förekommer även större varianter, såsom prästens hår och såkaka. De vanligaste formerna har sitt ursprung i de forntida mönster som var vanliga på till exempel smycken och bilder i norra Europa och som kan spåras ända tillbaka till bronsåldern.
Lussekatter garneras typiskt med russin. Som garnering på saffransbröd förekommer även pärlsocker och mandel.

## Bildgalleri

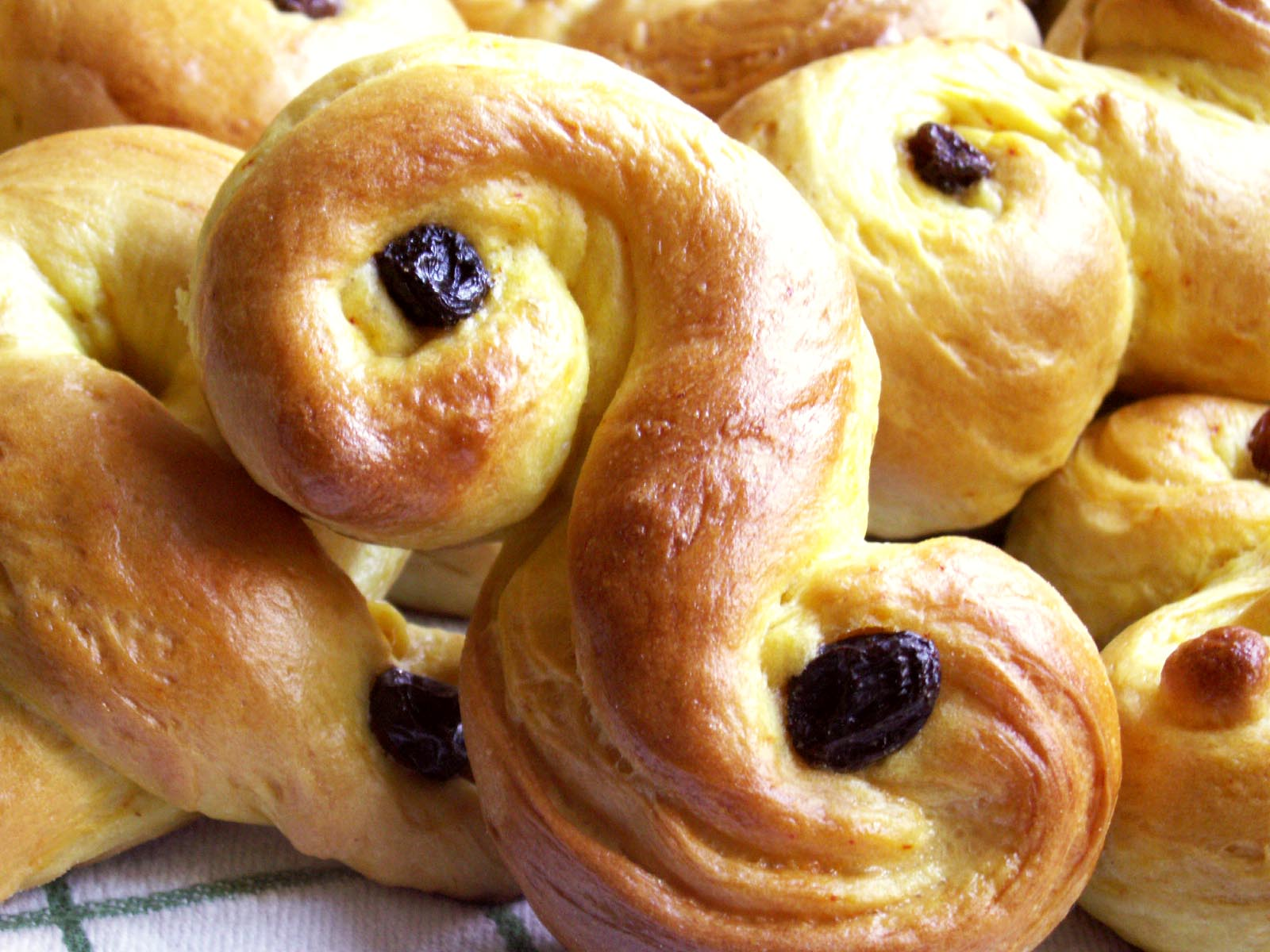
Julgalt.
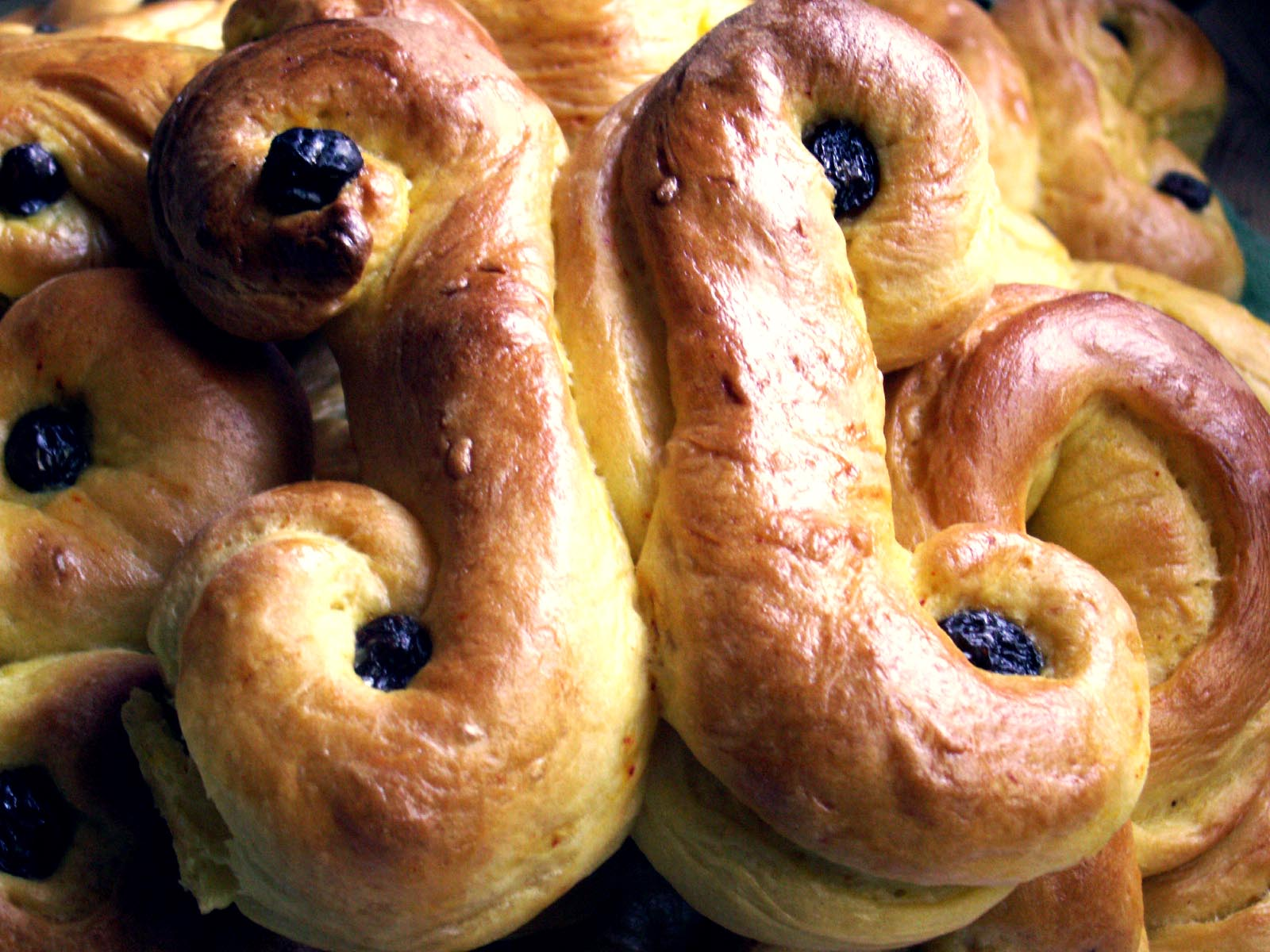
Julkuse.
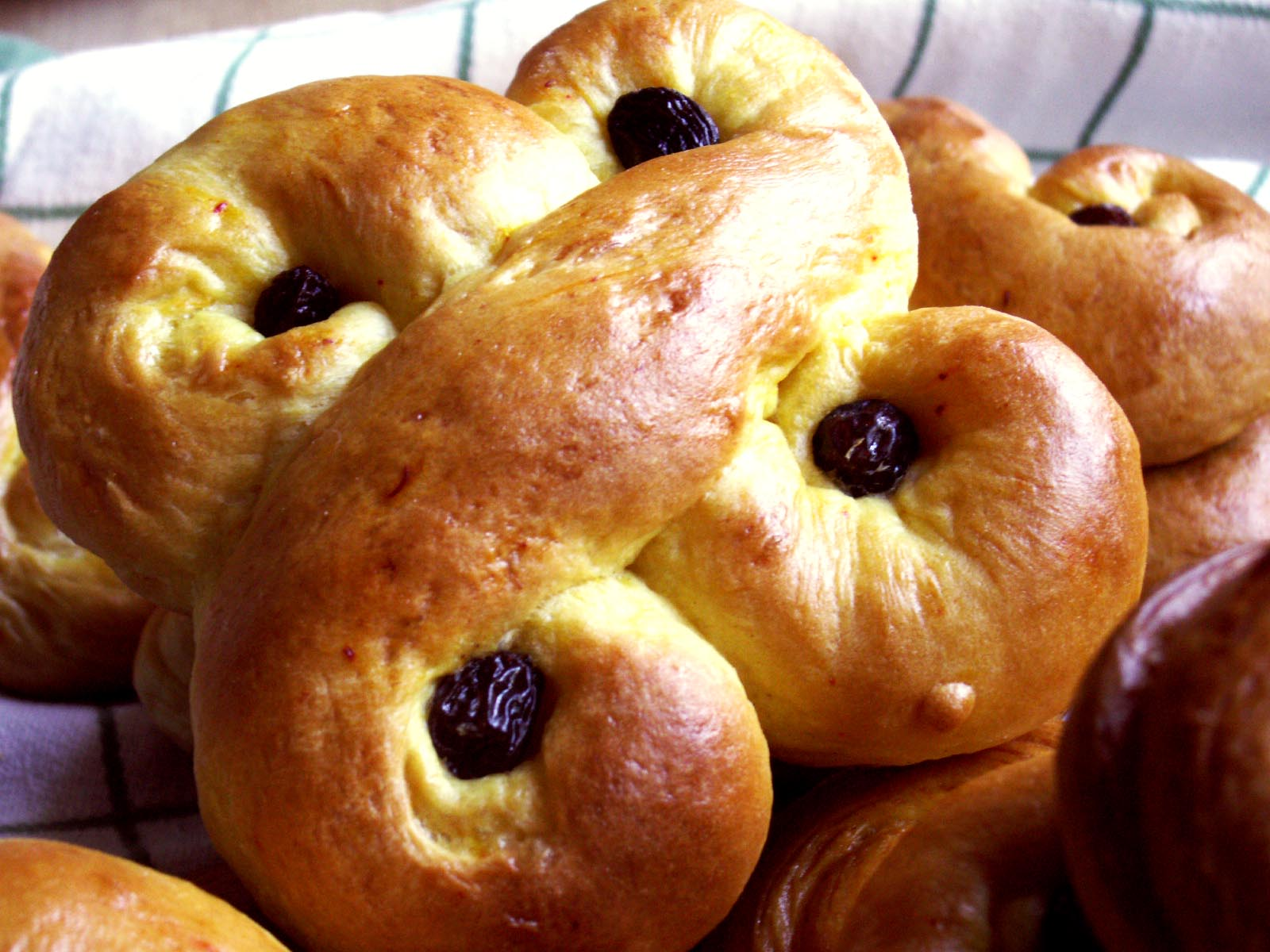
Gullvagn.